# Кол Роиго (Виченца)
Кол Роиго је насеље у Италији у округу Виченца, региону Венето.
Према процени из 2011. у насељу је живело 26 становника. Насеље се налази на надморској висини од 161 м.